# NGC 5130
NGC 5130 est une galaxie lenticulaire située dans la constellation de la Vierge. Sa vitesse par rapport au fond diffus cosmologique est de 6 125 ± 50 km/s, ce qui correspond à une distance de Hubble de 90,3 ± 6,4 Mpc (∼295 millions d'al). NGC 5130 a été découverte par l'astronome américain Ormond Stone en 1866.
À ce jour, une mesure non basée sur le décalage vers le rouge (redshift) donne une distance d'environ 58,300 Mpc (∼190 millions d'al). Cette valeur est loin à l'extérieur des valeurs de la distance de Hubble. Notons cependant que c'est avec la valeur moyenne des mesures indépendantes, lorsqu'elles existent, que la base de données NASA/IPAC calcule le diamètre d'une galaxie et qu'en conséquence le diamètre de NGC 5130 pourrait être d'environ 21,0 kpc (∼68 500 al) si on utilisait la distance de Hubble pour le calculer.